# Janusz Leon Wiśniewski
Janusz Leon Wiśniewski (n. 18 august 1954, Toruń, Polonia) este un om de știință și scriitor contemporan, cu un masterat dublu în fizică și economie, doctorat în informatică și chimie, unul dintre autorii sistemului informatizat AutoNom, utilizat în marea majoritate a firmelor specializate în chimie din lume.
Dacă activitatea științifică a început-o, deja, în 1979, în literatură a debutat în anul 2001 cu romanul S@motność w sieci („Singurătate pe net”), un bestseller în Polonia, care i-a adus faima internațională, atât datorită traducerii în mai multe limbi, precum și lungmetrajului și serialului de televiziune realizat de Televiziunea Poloneză pe baza lui. Mai mult, teatrul Baltijskij Dom din Sankt Petersburg a adaptat romanul, piesa fiind cap de afiș timp de peste cinci ani.
Cărțile lui au fost traduse în mai multe limbi străine și au fost distinse cu nenumărate premii literare europene.
Este tatăl a două fete: Joanna și Adrianna. Locuiește și lucrează în Frankfurt pe Main.
Pe site-ul său scrie: Doamne, ajută-mă să fiu omul pe care și-l dorește câinele meu...

## Singurătate pe net
Singurătate pe net este o poveste de dragoste contemporană cu un final dramatic, care începe într-o lume virtuală, pentru a se consuma ulterior în cotidianul lipsit de magia și farmecul unei conversații imaginative realizată prin intermediul tastaturii calculatorului, dar abundând de sexualitate și de trăire, de emoții și sentimente, toate acestea însă făcând-o imposibilă și greu de continuat în existența de zi cu zi . 

## Opere
- 2001, S@motność w sieci, (Editura Czarne i Prószyński i S-ka, w koedycji), ISBN: 83-7255-925-2
- 2002, Zespoły napięć, (Editura Prószyński i S-ka SA), ISBN: 83-7337-887-1
- 2003, Martyna, (jako współautor, Editura Platforma Mediowa Point Group), ISBN: 83-918772-0-5
- 2003, S@motność w sieci. Tryptyk, (Editura Czarne i Prószyński i S-ka, w koedycji), ISBN: 83-7337-477-9
- 2004, Los powtórzony, (Editura Prószyński i S-ka SA), ISBN: 83-7337-756-5
- 2005, 10 x miłość, (jako współautor, Świat Książki), ISBN: 83-7391-784-5
- 2005, Intymna teoria względności, (Editura Literackie), ISBN: 83-08-03738-0
- 2005, Opowieści wigilijne, (jako współautor, Wydawnictwo Prószyński i S-ka SA), ISBN: 83-7469-172-7
- 2005, 188 dni i nocy, (z Małgorzatą Domagalik, Wydawnictwo Santorski & Co, wznowiona w wydawnictwie W.A.B.), ISBN: 83-60207-20-8
- 2006, Opowiadania letnie, a nawet gorące, (jako współautor, Wydawnictwo Prószyński i S-ka SA), ISBN: 83-7469-328-2
- 2006, Molekuły emocji, (Editura Literackie), ISBN: 83-08-03902-2
- 2007, Czy mężczyźni są światu potrzebni?, (Editura Literackie), ISBN: 978-83-08-04101-7
- 2008, Listy miłosne, (jako współautor, Świat Książki), ISBN: 978-83-247-0984-7
- 2008, Arytmia uczuć, (z Dorotą Wellman, Wydawnictwo G+J), ISBN: 978-83-60376-99-7
- 2008, Sceny z życia za ścianą, (Editura Literackie), ISBN: 978-83-08-04262-5
- 2008, Między wierszami, (z Małgorzatą Domagalik), (Wydawnictwo W.A.B.), ISBN: 978-83-7414-528-2
- 2008, W poszukiwaniu najważniejszego. Bajka trochę naukowa, (Nasza Księgarnia), ISBN: 978-83-10-11562-1
- 2009, Arytmie, (Editura "Elipsa"), ISBN: 978-83-7640-029-7
- 2009, Bikini, (Świat Książki), ISBN: 978-83-247-0391-3
- 2009, Bajkoterapia, (jako współautor, Nasza Księgarnia), ISBN: 978-83-10-11667-3
- 2010, Zbliżenia, (Editura Literackie), ISBN: 978-83-08-04456-8
- 2010, Czułość oraz inne cząstki elementarne, (Editura Literackie), ISBN: 978-83-08-04528-2
- 2011, Łóżko, (Świat Książki), ISBN: 978-83-247-2444-4
- 2011, Ukrwienia, (Editura Literackie), ISBN: 978-83-08-04655-5
- 2012, Na fejsie z moim synem, (Editura Wielka Litera), ISBN: 978-83-63387-00-6
- 2012, Moja bliskość największa, (Editura Literackie), ISBN: 978-83-08-04999-0
- 2012, Miłość oraz inne dysonanse, (z Irada Vovnenko, Wydawnictwo Znak), ISBN: 978-83-240-2295-3
- 2014, Grand, (Editura Wielka Litera), ISBN: 978-83-64142-61-1
- 2014, Ślady / Urme (Editura Literackie), ISBN: 978-83-08-05355-3
- 2014, Intymnie, Rozmowy nie tylko o miłości, (ze Zbigniewem Izdebskim, Wydawnictwo Znak), ISBN: 978-83-240-2642-5
- 2015, Kulminacje / Culminații (jako współautor, Editura Wielka Litera), ISBN: 978-83-8032-005-5
- 2015, Moje historie prawdziwe, (Editura Literackie), ISBN: 978-83-08-05507-6
- 2015, I odpuść nam nasze..., (Editura Od Deski do Deski), ISBN: 978-83-65157-19-5
- 2016, Udręka braku pożądania, (Editura Literackie) ISBN: 978-83-08-06099-5
- 2017, Eksplozje / Explozii (jako współautor, Editura Wielka Litera), ISBN: 978-83-8032-140-3
- 2017, Marcelinka rusza w Kosmos. Bajka trochę naukowa, (Editura TADAM), ISBN: 978-83-94-6330-28
- 2017, Wszystkie moje kobiety. Przebudzenie, (Wydawnictwo Znak), ISBN: 978-83-240-4643-0
- 2018, Spowiedź niedokończona, (Editura Literackie) ISBN: 978-83-08-06487-0
- 2018, Uczucia. Dziecinne opowieści o tym, co najważniejsze, (Wydawnictwo TADAM), ISBN: 978-83-949890-7-1
- 2019, Koniec samotności, (Editura Wielka Litera)  ISBN 9788380323650

### Opere științifice
- 1993, Recent Advances In Chemical Information II, (współautor, Royal Society of Chemistry, London, UK), ISBN: 0-85186-235-7
- 1998, The Beilstein System: Strategies for Effective Searching, (współautor, Oxford University Press), ISBN: 0-8412-3523-6